# Brian Reader
Vous pouvez aider à l'améliorer ou bien discuter des problèmes sur sa page de discussion.
- La traduction doit être revue. Le contenu est difficilement compréhensible à cause d’erreurs de traduction, peut-être dues à l’utilisation d’un logiciel de traduction automatique. (Marqué depuis janvier 2025)
- Il est orphelin : moins de trois articles lui sont liés. Aidez à ajouter des liens en plaçant le code [[Brian Reader]] dans les articles relatifs au sujet. (Marqué depuis janvier 2025)

Brian Miles Reader (né le 24 mai 1989) est un ancien quarterback de football américain. Il signe chez les tempêtes de l'Iowa en 2013. Il a joué dans le championnat universitaire de football américain à l'Université de l'Idaho.

## Carrière universitaire

### Les vandales d'Idaho
N'ayant pas obtenu de bourse pour ses études d'aucune autre équipe de la Football Bowl Subdivision, Reader s'est engagé à l'Université de l'Idaho le 5 février 2009. Reader a été nommé remplaçant de Nathan Enderle et a joué ses deux premier en tant que débutant contre Fresno State et Boise State, tous deux perdus.
En 2010, Reader a joué dans 10 des 13 matchs des Vandales en tant que remplaçant de Nathan Enderle.
En 2011, alors qu'Enderle a obtenu son diplôme et donc quitté l'université, Reader a été nommé quarterback titulaire. Il a joué les huit premiers matchs de la saison en tant que titulaire avant de perdre son poste au profit de Taylor Davis.

## Carrière professionnelle

### Les Tempêtes de l'Iowa
Le 3 février 2013, Reader a été engagé aux  Tempêtes de l'Arena Football League (AFL). Il a passé presque toute la saison 2013 en tant que quaterback remplaçant de JJ Raterink . Ce n'est que lors du match de la 17ème semaine contre les Utah Blaze que Reader fut nommé titulaire.

### Vaudou de la Nouvelle-Orléans
Le 7 octobre 2014, Reader a été engagé au New Orleans VooDoo. Lorsque le quaterback Adam Kennedy fut blessé lors du match de la 4ème semaine de championnat, Reader est devenu le quarterback titulaire de l'équipe.

## Carrière d'entraîneur
En 2015, Reader a rejoint son université de cœur, Idaho, en tant que entraineur. En 2019, il est nommé entraîneur des running backs. Lors de la fin de la saison 2021, à cause du Covid-19, il devient entraineurs des wide receivers. À la suite de la saison, il est promu au poste de coordinateur de l'équipe d'attaque,.
En 2022, Reader fut embauché comme entraîneur des running backs pour l'équipe de l'université du Nord du Colorado,,.
Après cette saison, Reader fut embauché comme analyseur des statistiques pour Louisville,.